# اهمیت جدی بودن (فیلم ۲۰۰۲)
اهمیت جدی بودن (انگلیسی: The Importance of Being Earnest) فیلمی در ژانر کمدی رمانتیک به کارگردانی الیور پارکر است که در سال ۲۰۰۲ منتشر شد. این فیلم بر اساس رمانی به همین عنوان نوشته اسکار وایلد ساخته شده‌است.

## بازیگران
- روپرت اورت
- کالین فرث
- فرانسیس اوکانر
- ریس ویترسپون
- جودی دنچ
- آنا مسی
- ادوارد فاکس
- تام ویلکینسون
- مارشا فیتزالن